# James Dale Robinson
James Dale Robinson, noto semplicemente come James Robinson (Manchester, 1º aprile 1963), è un fumettista britannico.
È conosciuto anche per il suo interesse per il collezionismo di oggetti antichi e storici.
La sua opera più celebre è Starman, in cui ha rivitalizzato un personaggio poco conosciuto, rendendolo un successo di critica e pubblico. Nel 1997 il lavoro di Robinson su questa serie fu premiato con l'Eisner Award, nella categoria Miglior storia a puntate, per la saga contenuta nei numeri dal 20 al 23.
È famoso anche per Golden Age (tradotto in italiano dalla Play Press Publishing), che a dispetto dell'essere uscito come un elseworlds, quindi al di fuori della normale continuity della DC Comics, è stato utilizzato in seguito per costruire molti dei retroscena di Starman. Robinson ha anche scritto storie di Batman per Legends of the Dark Knight, JSA, Hawkman, Wildcats, Cable. Inoltre è autore di un fumetto di propria creazione: Leave it to Chance, pubblicato dalla Homage, una sottoetichetta WildStorm, che ha vinto nel 1997 due Eisner Award come Miglior Nuova Serie e Miglior Albo per Ragazzi.
Tra gli altri fumetti che ha sceneggiato c'è Ectokid, una delle serie create sotto l'etichetta Razorline della Marvel Comics, ideata dal romanziere horror/fantasy Clive Barker.
Il suo lavoro sui fumetti gli ha procurato anche diverse nomination per il Comics' Buyer's Guide Award (premio assegnato da una prestigiosa rivista specializzata), come Scrittore preferito, negli anni 1997, 1998, 1999, e 2000.
Oltre al suo lavoro con i fumetti Robinson ha anche scritto la sceneggiatura per La leggenda degli uomini straordinari, film del 2003 che adatta per il grande schermo il fumetto La Lega degli Straordinari Gentlemen di Alan Moore. Per le numerose modifiche e infedeltà, soprattutto allo spirito originario, questa versione è stata contestata dai fan del fumetto. Hanno manifestato il loro disappunto nei confronti di un affermato scrittore di fumetti che si è preso così tante libertà ed ha effettuato considerevoli cambiamenti di tono rispetto alla fonte.

## Vita privata
Vive a San Francisco con la moglie Jann Jones.

## Personaggio a fumetti preferito
Il personaggio preferito tra quelli DC Comics è Hawkman nella sua versione Silver Age, cioè quella in cui il supereroe è un poliziotto del pianeta Thanagar. Le storie preferite del personaggio sono quelle realizzate dal disegnatore Joe Kubert. Apprezza particolarmente le storie dell'albo The Atom and Hawkman in cui il thanagariano agisce in team-up con Atomo (la versione Silver Age, cioè lo scienziato Ray Palmer).